# Help Cure Muscular Dystrophy
Help Cure Muscular Dystrophy ist ein Projekt des World Community Grid für verteiltes Rechnen. Das Ziel des Projektes ist die Berechnung von Protein-Protein Interaktionen, die in Verbindung mit Muskeldystrophie gebracht werden. Die Berechnung der Protein-Protein Interaktionen wird dazu führen, dass Forscher Moleküle gestalten können, die Bindungen zwischen Proteinen hemmen bzw. fördern. Dies soll zu einer besseren Behandlung von neuromuskulären Erkrankungen führen.
In der ersten Phase des Help-Cure-Muscular-Dystrophy-Projektes (19. Dezember 2006 bis 11. Juni 2007) wurde die Interaktion von 168 Proteinen berechnet (8.000 Jahre Rechenzeit mussten aufgebracht werden). In der zweiten Phase werden die Protein-Protein Interaktionen von 2.246 Proteinen berechnet, so dass dafür 91.680 Jahre Rechenzeit investiert werden müssen.
Zur Teilnahme muss nach einer Registrierung auf der Website von World Community Grid ein kleines Programm (der sogenannte „Grid-Client“) installiert werden, das für Windows, Linux und Mac im Rahmen der BOINC-Software erhältlich ist. Dieses Programm bezieht dann von der Webseite ein Aufgabenpaket.
Die Ergebnisse der Berechnungen werden gemeinfrei der Forschung zur Verfügung gestellt.